# Maelgwn Gwynedd
Maelgwn Gwynedd (łac: Moglocunus, także Moglocune, Malgo, lub Maglo, ur. ? – zm. około 547) – król Gwynedd w pierwszej połowie VI wieku. Znane źródła na jego temat sugerują, że zajmował on ważną pozycję pomiędzy ówczesnymi brytyjskimi władcami oraz ich sojusznikami ze "Starej Północy" wzdłuż wybrzeża dzisiejszej północnej Anglii i południowej Szkocji. Maelgwn Gwynedd hojnie wspierał chrześcijaństwo poprzez liczne fundacje obiektów sakralnych poprzez Walię, aż po tereny, które nie należały do jego królestwa. Głównym źródłem, traktującym na temat króla Gwynedd jest De Excidio et Conquestu Britanniae autorstwa Gildasa Mędrca. Określił on władcę jako potępionego uzurpatora. Maelgwn Gwynedd był synem Cadwallona Długorękiego i prawnukiem Cuneddy. Został pochowany na Ynys Seiriol we wschodnim Anglesey. Zmarł z powodu tak zwanej “żółtej plagi". Pod tą nazwą kryje się prawdopodobnie rozprzestrzeniająca się wówczas po Europie dżuma Justyniana. Maelgwn Gwynedd stał się częścią tradycyjnych podań i legend walijskich i przeszedł też do legend arturiańskich.

## Etymologia imienia

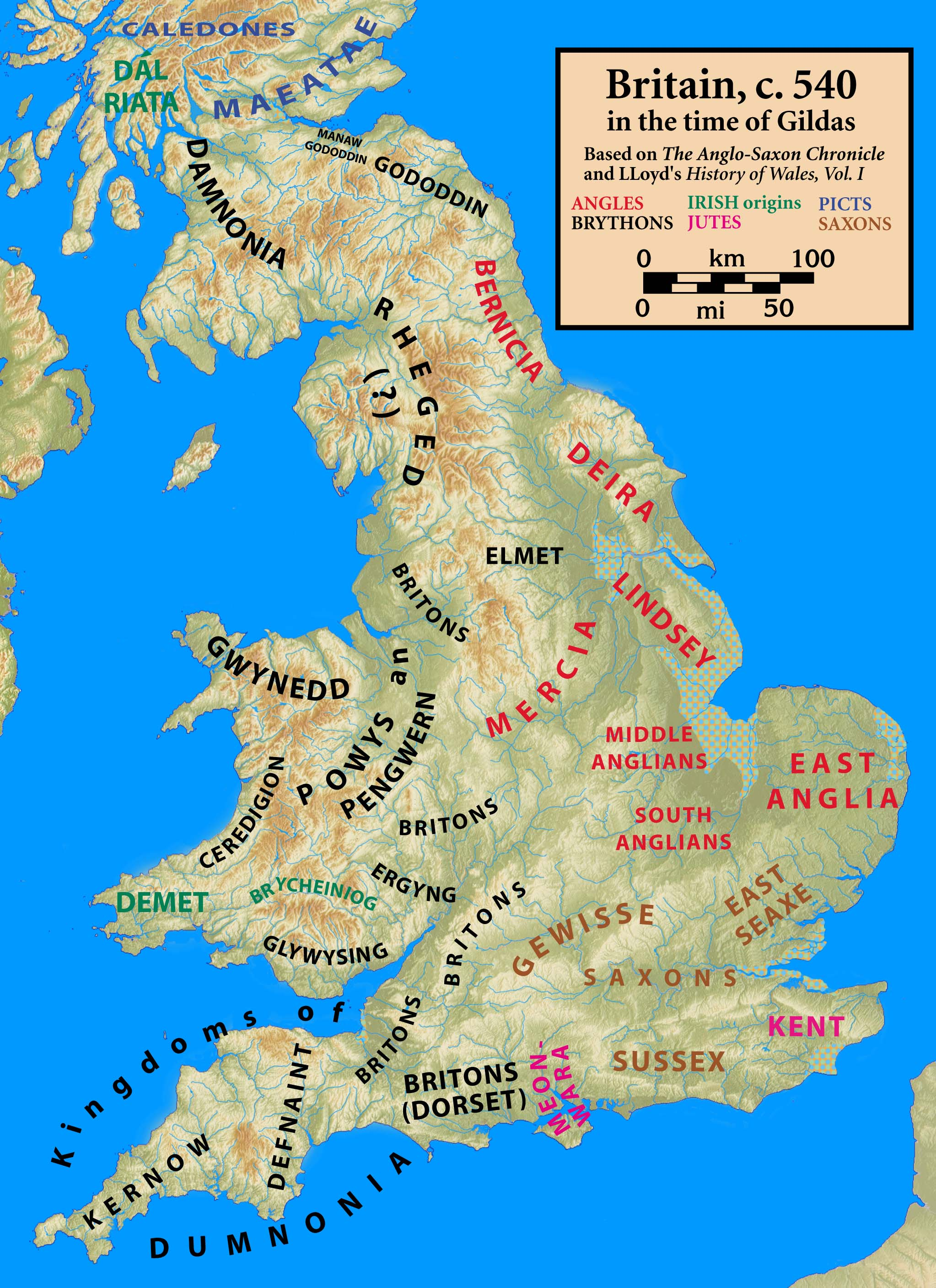
Brytania około 540, czyli w czasach Gildasa. Maelgwn Gwynedd zamieszkiwał tereny dzisiejszej północnej Walii.

Maelgwn w języku walijskim oznacza książęcy ogar (lub książęcy pies gończy) i składa się z elementów mael, co oznacza księcia (wcześniej w języku brytyjskim Maglo), oraz cwn, co jest odmianą ci, czyli ogara, lub ogólniej pies. W znaczeniu ogar słowo to było często używane jako kenning dla wojownika we wczesnowalijskiej poezji. Imię to może być też tłumaczone jako książęcy wojownik.

## Panowanie
Po wycofaniu się wojsk rzymskich z Brytanii w 407 roku, przez tereny dzisiejszej północnej Walii przetoczył się najazd i kolonizacja plemion gaelickich z Irlandii. Brytowie rozpoczęli odbicie wybrzeża pod dowództwem pradziadka Maelgwna – Cunnedy Wlediga. Później jego syn, a ojciec Maelgwna, czyli Cadwallon Długoręki (Cadwallon Lawhir) dopełnił dzieła niszcząc ostatnie irlandzkie osadnictwo w Anglesey. Maelgwn Gwynedd był pierwszym królem Gwynedd, który w pełni mógł cieszyć się owocami wojen rozstrzygniętych przez jego przodków. Uważany jest za założyciela rodziny królewskiej, która panowała w średniowieczu. Ponadto do swojego imienia dodał nazwę królestwa. Według tradycji dwór Maelgwna położony był w Deganwy. Tradycja przekazuje też, że zmarł w pobliżu Llanrhos i tam został pochowany. Żadne historyczne źródła nie potwierdzają jednak tej tradycji. Według Annales Cambriae król zmarł w 547 w czasie wielkiej epidemii, którą mogła być przybyła z Cesarstwa Wschodniorzymskiego dżuma Justyniana.

## Donacje
Maelgwn Gwynedd chojnie wspierał rozwój chrześcijaństwa w Walii. Czynił darowizny na rzecz świętego Brynacha w Dyfed, świętego Kadoka z Llancarvon w Gwynllwg, Świętego Cybi w Anglesey, świętego Paterna z Avrenches z Ceredigionu, oraz świętego Tydecho z Królestwa Powys.

## Opis władcy według relacji Gildasa Mędrca

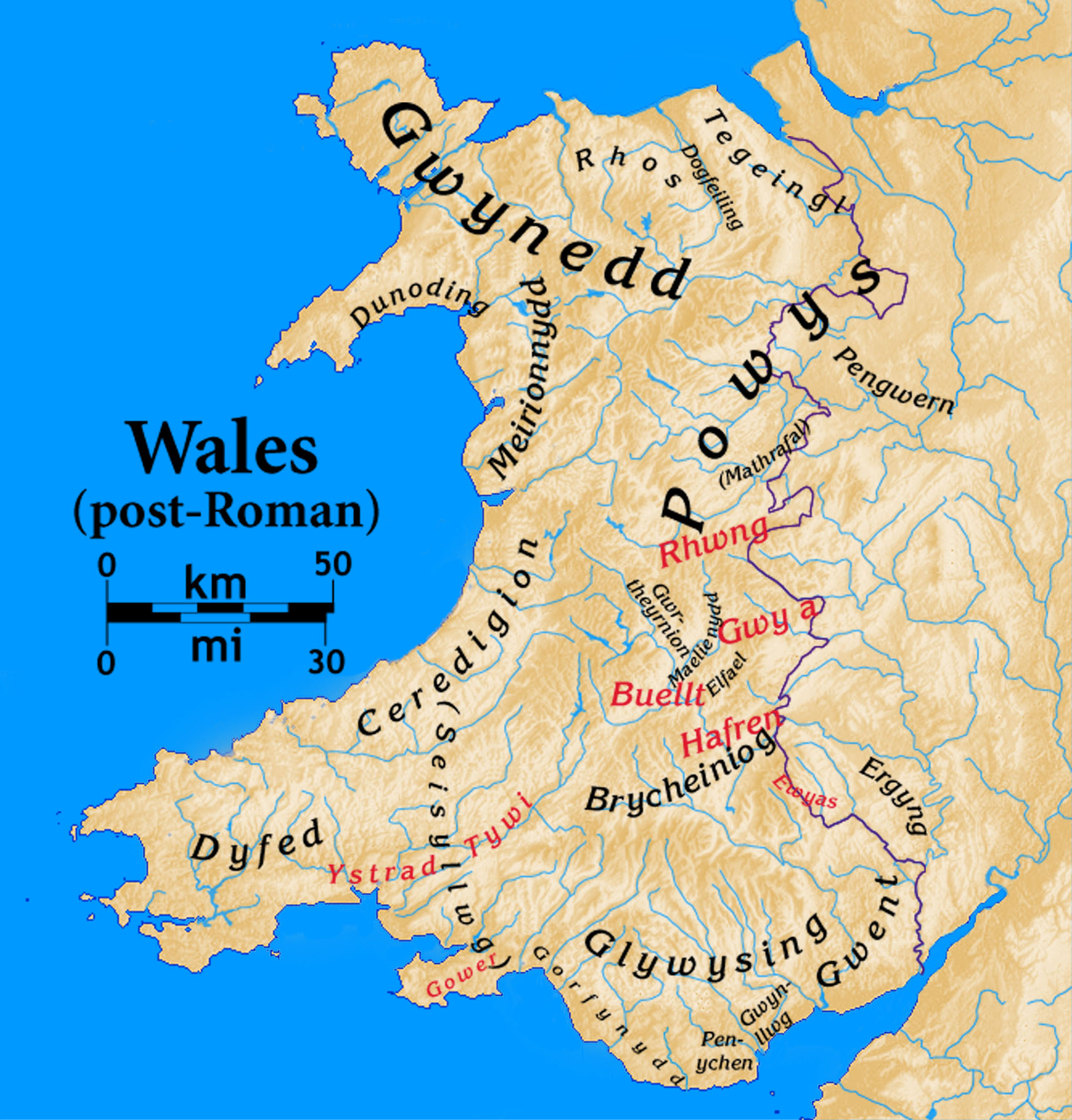
Mapa ukazująca Gwynedd na tle całej Walii.

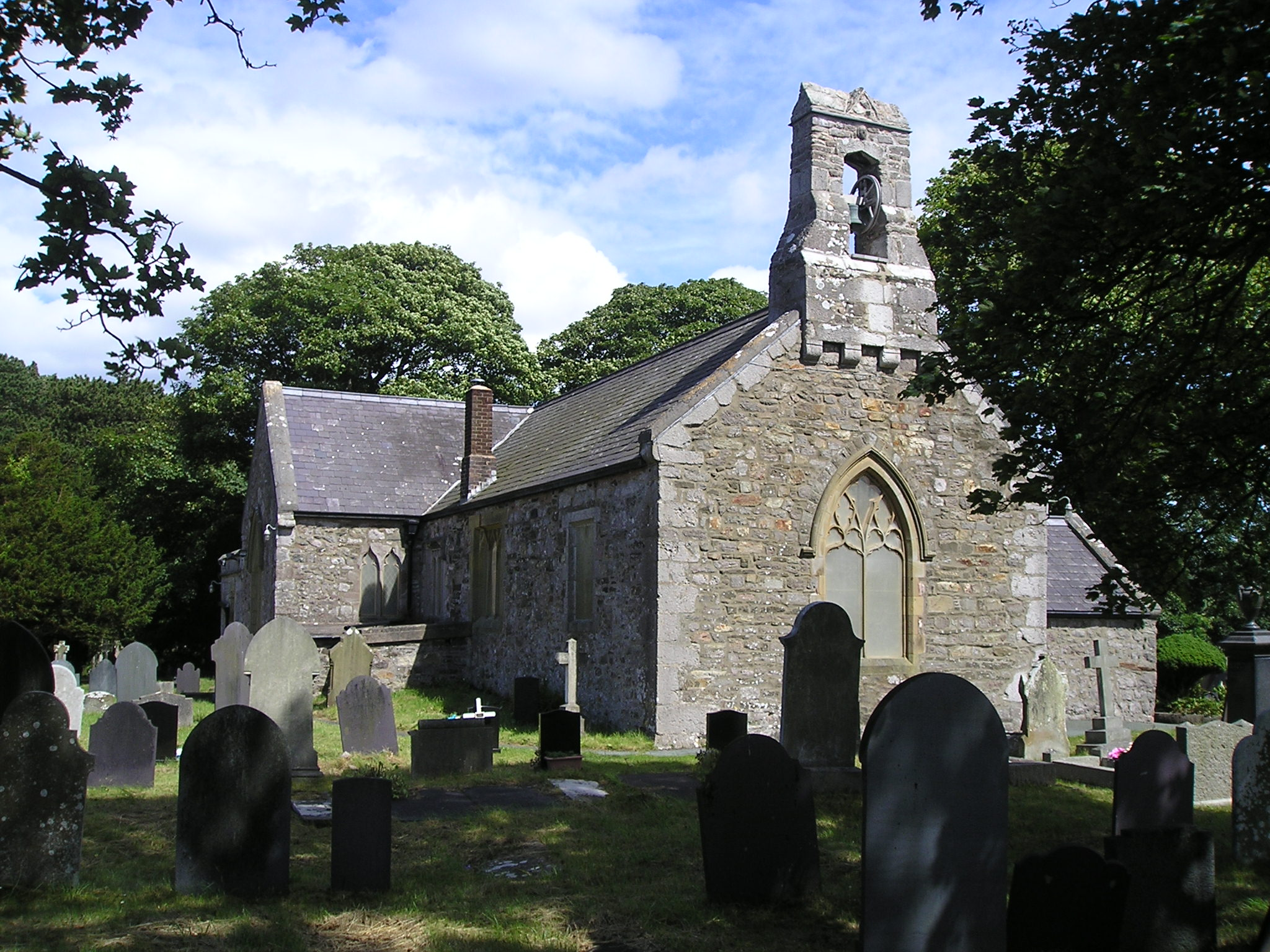
Kościół Rhos w Llanrhos, gdzie według tradycji Maelgwn Gwynedd miał być pochowany.

Jedyne współczesne relacje na temat Maelgwna Gwynedda pochodzą od mnicha Gildasa, który umieścił go pomiędzy czterema innymi królami. W dziele De Excidio et Conquestu Britanniae Gildas potępił ich w alegoryczny sposób, porównując ich do biblijnych bestii ze Starego Testamentu. Maelgwn został nazwany smokiem z wyspy. Chodzi rzecz jasna o wyspę Anglesey. Autor wyliczył jego liczne występki Według autora Maelgwn wiódł prym wśród pozostałych czterech władców regionu, czyli Konstantyna z Brytanii, Vortipora, Aureliusa Conanusa, oraz Cuneglasa. Gildas napisał, że Maelgwn Gwynedd obalił swojego stryja (łac. avunculus), aby zasiąść na tronie. Najpierw miał żyć jako mnich, aby po pewnym czasie powrócić do życia świeckiego i ożenił się, a następnie rozwiódł. Później ożenił się drugi raz z wdową po swoim siostrzeńcu, za którego śmierć miał być odpowiedzialny. Gildas wspomniał też, że władca był wysokiego wzrostu.

## Historia Brittorum
Kronikarz Nenniusz napisał w Historia Brittorum, że "wielki król Maicun rządził Brytami w Gwynedd". Dodał również, że jego przodek Cunneda przybył do królestwa 146 lat przed Maelgwynem z Manaw Gododdin, czyli z terenów dzisiejszej Szkocji. Następnie Cunneda wygnał "Szkotów", urządziwszy im wielki pogrom. Nenniusz ma tu oczywiście na myśli osadników z Irlandii.

## Historia Regum Britanniae
W XII wieku walijski pisarz Geofrey z Monmouth stworzył pseudohistoryczne dzieło pod tytułem Historia Regum Britanniae, gdzie pojawia się również Maelgwn określany tam jako Malgo. Geoffrey napisał, że święty Dawid z Menevii został pochowany w St David’s na rozkaz Malgo. Oprócz tego Brytania miała być nękana przez barbarzyńców od czasów panowania króla. Maelgwn miał być według Geoffreya czwartym władcą po Arturze, jego następcą miał zostać Careticus (czyli Karedic). Miał mieć też dwóch synów – Ennianusza i Runo. Być może imię drugiego syna odnosi się do prawdziwego syna władcy, który nosił imię Rhun Hir ap Maelgwn. Geoffrey zarzucał Maelgwnowi sodomię, jednak prawdopodobnie wynika to bardziej z przekręcenia wyrażeń użytych u Gildasa, który pisał o winie jako o “sodomskim” napoju (sodomski w znaczeniu grzeszny, lub wywołujący grzech), ale nigdy nie użył tego wyrażenia w stosunku do jakiejkolwiek osoby w De Excidio et Conquestu Britanniae.